# Suerte suprema

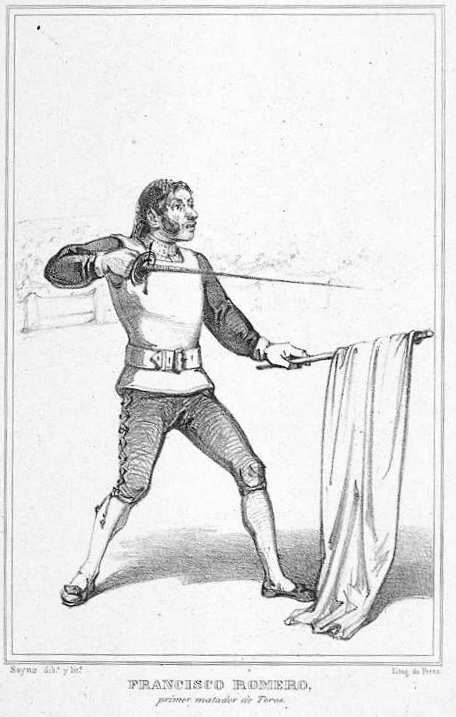
Francisco Romero en la suerte de matar

La suerte suprema es la última de las acciones desarrolladas en el último tercio de los tres en los que se divide la lidia del toro bravo. Comprende la estocada, que se realiza tras la faena de muleta. Es el colofón de la corrida del toros pues todas las acciones realizadas por los toreros hasta el instante de la estocada final confluyen en dicha suerte, motivo por el cual se la denomina suerte suprema. También recibe el nombre de suerte de matar.
Para su desarrollo el torero hace uso de la muleta y del estoque, es necesario conocer de antemano las características del toro y la forma en la que acomete cuando el diestro lo cita. Según sea la forma en la que toro y torero se encuentra la estocada recibe diferentes nombres, siendo tres las esenciales.
De todas las acciones que realiza el torero en el ruedo, la de entrar a matar al toro es la más arriesgada de todas las suertes realizadas en la lidia, al tiempo que es la suerte que necesita de una técnica precisa y depurada para realizarla correctamente. Esta es la suerte más valora de todas las realizadas durante la lidia.

## La suerte de matar

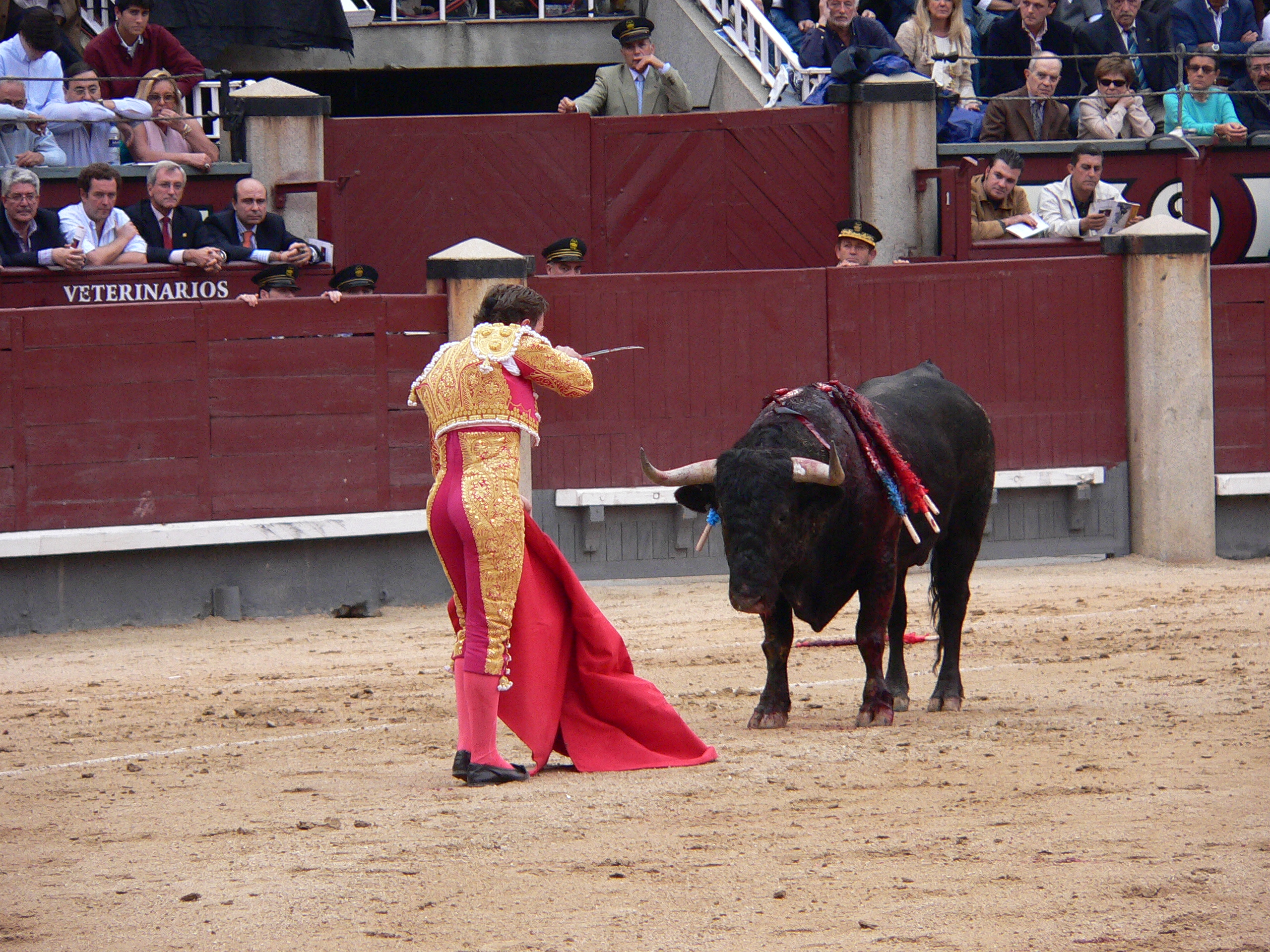
Torero enfrontilado, postura en la que se coloca el torero ante el toro en el instante antes de realizar la suerte suprema

La suerte de matar se realiza cuando ha finalizado el toreo de muleta y el torero se prepara para dar muerte al toro. Para ello ha de asegurarse que la posición del toro sea la correcta, la cabeza del mismo debe mantenerse a media altura o en su posición normal para facilitar que al entrar el diestro a matar el toro humille y se realice la suerte adecuadamente evitando que sea fallida o que el diestro deba repetir la suerte; las pezuñas de las manos deben permanecer juntas y cuadradas respecto a las traseras, buscar esta postura ideal en el toro en tauromaquia se denomina cuadrar al toro. La suerte se realiza con la muleta empleada como engaño en la mano izquierda y el estoque en la derecha. Se trata del momento más significativo de la lidia pues es aquí donde el matador de toros demuestra toda su destreza y maestría, por tanto el objetivo es que el espada sea capaz de realizar una estocada certera y eficaz, cualquier variación o error a la hora de realizar la suerte es considerada un fallo y conlleva la pérdida de los trofeos a las que tuviere derecho el torero por la faena realizada durante este tercio y conlleva el consiguiente enfado del público.
Una vez el torero ha cuadrado al toro debe perfilarse, es decir colocarse frente al toro ligeramente girado con el estoque a la altura de la cara apuntando hacia la cruz de la res, manteniendo la atención de la misma en la muleta. Una vez se ha perfilado el torero, realiza un giro de 90° quedando toro y torero enfrentados, posición que recibe el nombre de enfrontilarse en el léxico taurino. Al tiempo que el diestro cita al toro con la muleta se produce el encuentro de ambos y la estocada. Según las características de la acometida del toro el diestro empleará una u otra forma de entrar a matar.

## Formas de entrar a matar

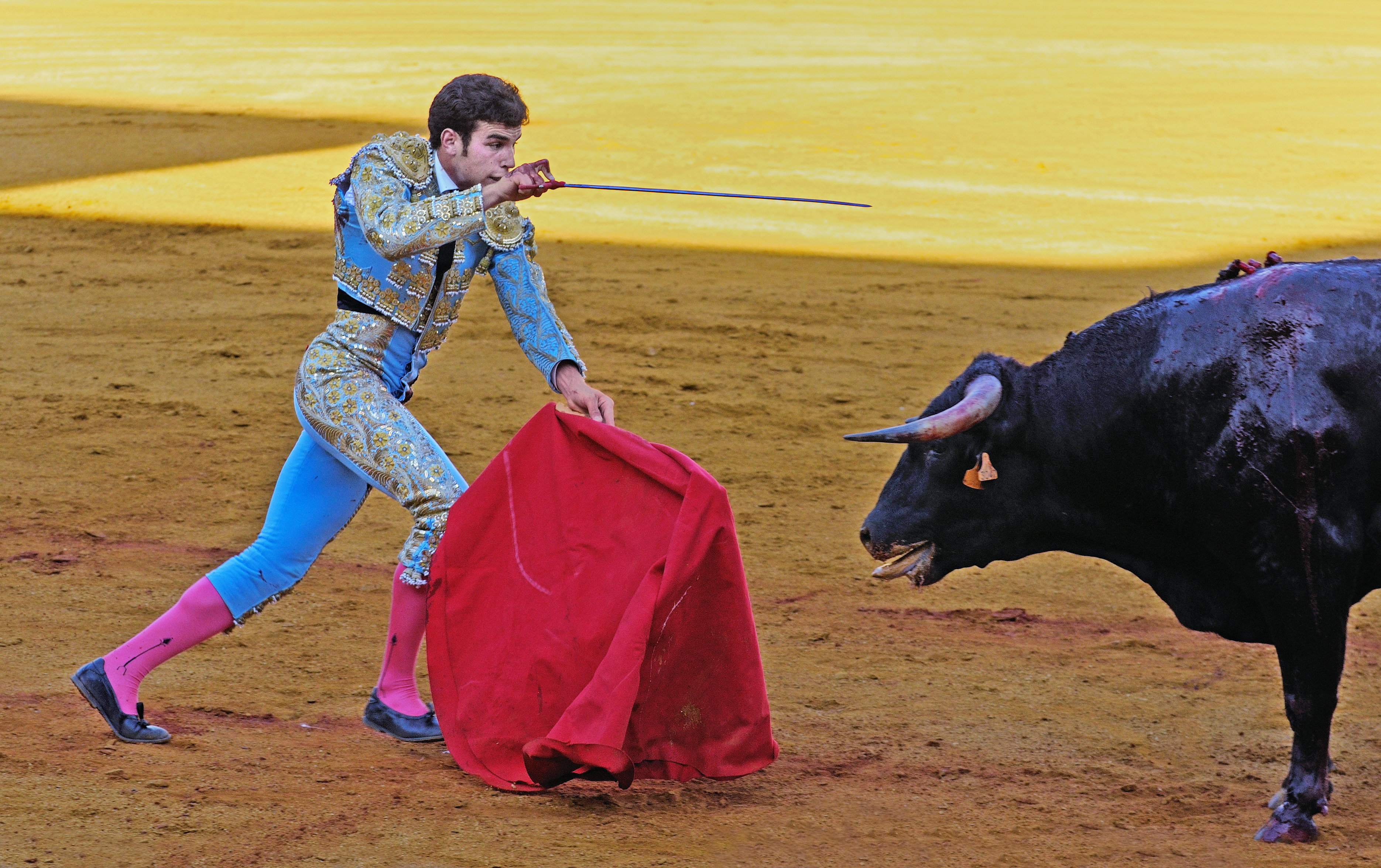
Volapié

Las suertes de matar empleadas son tres, dependiendo del tipo de enfrentamiento entre el toro y el torero, es decir ataque o defensa. La primera se da cuando es el toro quien acude hacia el torero, la segunda es el torero quien va hacia el toro y la tercera cuando van uno hacia el otro al mismo tiempo. Según como prevea el torero que dicho encuentro, escogerá una de las tres suertes:
- suerte de recibir o recibiendo: cuando es el toro el que acude hacia el cite del torero, mientras este lo espera para clavar el estoque. Se denomina estocada recibiendo y es la suerte de recibir.
- suerte a un tiempo: cuando toro y torero arrancan al tiempo uno hacia el otro y se produce el encuentro a medio camino. Se llama estocada a un tiempo.
- suerte al volapié: empleada cuando es el torero quien va hacia el toro sin que el astado se mueva. Recibe el nombre de estocada a volapié o vuelapiés por la velocidad del torero al realizar la suerte.

Junto a estas tres suertes de matar, hay otras intermedias en las que el arranque del toro o del torero no se produce de forma simultánea, entre las cuales destacan dos:
- aguantar o aguantando: el toro va hacia el torero y el torero ha tenido la intención de acudir hacia el toro para realizar la suerte recibiendo sin lograrlo al ser la res quien ha ganado el terreno hacia el torero sin ser citado. El encuentro de ambos no se produce en la mitad del trayecto pero sí se produce la estocada, por lo que esta recibe el nombre de estocada aguantando.
- arrancar o arrancando: se da el caso contrario, el torero es quien inicia el trayecto hacia el toro, pero el toro se arranca más tarde de forma que es el torero quien gana el terreno al toro sin producirse el encuentro en el medio, la estocada recibe el nombre de estocada arrancando.

## Terrenos donde se realiza la suerte
Las suertes indicadas para entrar a matar pueden realizarse en diferentes lugares o terrenos en el ruedo, estos son: cercano a las tablas de la barrera, en los tercios o en los medios. Dentro de estas ubicaciones, la posición del toro respecto del torero también puede variar según sea la querencia de la res —'querencia' es el lugar donde prefiere estar el toro—, así se pueden diferenciar:
- al hilo de las tablas, cuando el toro tiene el costado izquierdo pegado a la barrera
- en tablas, cuando el toro tiene el cuarto trasero apoyado en la barrera o muy cercano a ella, es el lugar para realizar la suerte más peligroso para el torero por no contar este con espacio para poder salir del encuentro con el toro.

Otro aspecto a tener en cuenta es el lugar que ocupa el toro en el ruedo durante la realización de la suerte de matar y que no debe confundirse con las denominaciones de las suertes de muleta —, teniendo en cuenta dicha posición respecto al ruedo la suertes se denominan:
- suerte natural: cuando se parte de la posición en la que el costado derecho del toro está paralelo a las tablas, tras la suerte de matar el toro queda ocupando el terreno denominado de afuera —hacia el centro del ruedo— y el torero en el de dentro —hacia las tablas—. La suerte natural es la forma normal de realizar la suerte o el lance.
- suerte contraria o con los tercios cambiados: la colocación del toro es la contraria que la de la suerte natural, en este caso el toro tiene el costado izquierdo paralelo a la barrera, la realización de la misma es más arriesgada para el torero,  se emplea cuando el toro tiene querencia a ir hacia las tablas o a quedarse cerca de ellas sin que sea posible sacarlo de ellas.
- en la suerte de banderillas: en este caso el toro está colocado de forma perpendicular a las tablas de forma que la cabeza se orienta hacia el centro del ruedo, es frecuente que la posición del toro esté un poco sesgada y no formando una perpendicular perfecta con la barrera. A pesar del nombre nada tiene que ver con la suerte de banderillas, sino que se refiera al lugar del ruedo donde se ubica el toro.
- de dentro a afuera: en este caso el toro mantiene una posición en la mira hacia la barrera, es el torero quien se mueve de dentro hacia fuera —lugar más cercano al centro del ruedo— en el intercambio de terrenos.
- en el centro del ruedo o en los medios, es el terreno más neutral para toro y torero, en esta ubicación tiene menos importancia la colocación del toro respecto al ruedo. La característica que conlleva realizar la suerte de matar en el centro del ruedo es que el toro tendrá menos interés en acudir hacia el torero, en cambio es el diestro quien debe hacer más por ir al encuentro y realizar la suerte.

Para que se considere suerte de matar los espacios o terrenos que ocupan toro y torero deben intercambiarse o cruzarse de forma que uno y otro cuando se ha realizado la suerte ocupan el lugar del otro. Pueden darse otras formas de entrar a matar, sin embargo estas según indica José María de Cossío se consideran recursos o cuarteos pues no se produce ese intercambio de terrenos o lugares al realizar la suerte, estos son: a toro arrancado, a paso de banderillas, ala media vuelta, al revuelo de un capote al relance, a toro movido o por sorpresa.

## Los tipos de estocadas

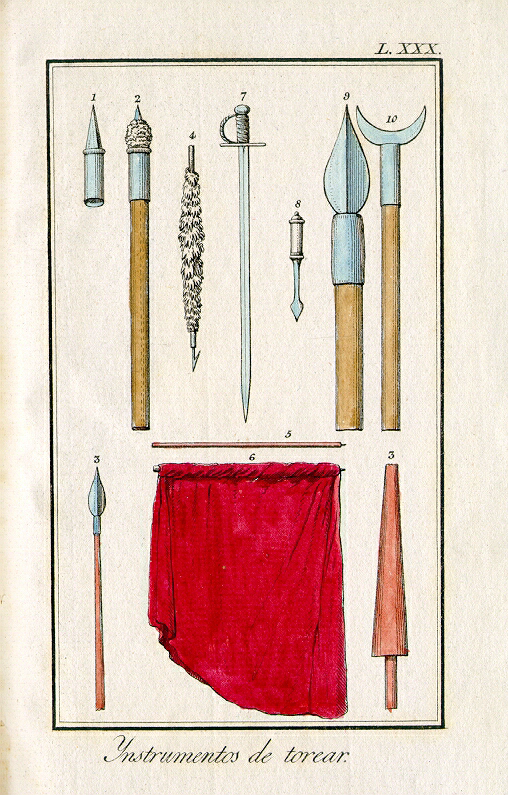
Grabado "Instrumentos de Torear" de la obra Tauromaquia o arte de torear á caballo y á pie, del Matador Pr. José Delgado y Gálvez (1754-1801)

El estoque es la espada que usa el matador de toros para realizar la suerte de matar. Es una espada de hoja recta con guarnición y empuñadura terminada con punta curvada comúnmente llamada muerte por los toreros. Las dimensiones de la misma están indicadas en el reglamento taurino en el artículo 66.
En cuanto a la forma en la que penetra el estoque una vez que el torero entra a matar al toro pueden darse varias posiciones:
- pinchazo hondo: cuando el estoque penetra unos centímetros en el toro,
- estocada corta: cuando solo entra una tercera parte
- Media estocada: cuando penetra la mitad del estoque
- Estocada honda: penetra al menos dos terceras partes del estoque.
- Estocada entera o estoconazo: penetra todo el estoque.

El lugar donde el torero debe colocar el estoque es en la zona del centro superior de las agujas y la médula, sobre los brazuelos del toro, esta zona en tauromaquia recibe diferentes nombres tales como: alto, hoyo de las agujas, alto del morrillo, los rubios o la propia yema, siendo el término más empleado el de la cruz. Solamente el estoque que se coloca en este lugar es el considerado correcto. Teniendo como referencia el lugar donde debe colocarse el estoque correctamente, las variaciones que se producidas a partir de esta posición reciben diferentes nombres según sea la posición en la que quede colocado dicho estoque, a estas denominaciones se le añaden las indicadas anteriormente, empleando ambas juntas para definir la estocada según el tipo de cada una de ellas así se diría:  «Uno natural y una estocada honda y contraria...». Todas estas variantes están consideradas estocadas incorrectas y por tanto pueden ser protestadas por el público y en algunos casos conllevan la pérdida de trofeos:
- pasada: cuando el estoque ha quedado un poco por detrás de la cruz.
- trasera: cuando el estoque ha quedado por detrás de la cruz a más distancia que en la anterior.
- delantera: cuando la estocada queda un poco por delante de la cruz.
- pescuecera: la espada ha quedado bastante por delante de la cruz, prácticamente sobre el cuello de la res
- caída: la posición de la espada es un poco desviada hacia la derecha de la cruz
- baja: cuando la desviación es mayor que la anterior.
- contraria y baja del lado contrario: es cuando la espada queda desplazada hacia el lado izquierdo de la cruz del toro, es decir al contrario que la caída y baja.
- Golletazo: la espada ha quedado a los lados del toro, entre el cuellos y el brazuelo.
- Bajonazo: aquella que queda demasiado baja.

La tercera forma de clasificar la estocada es según la posición en la que queda el estoque, no debe confundirse esta posición con la colocación descrita anteriormente, se designan de diferentes maneras las variaciones que se producen respecto la forma correcta, la posición del estoque considerada correcta es la que forma un ángulo entre 45° y 50° de inclinación respecto a la línea imaginaria que se prolonga desde del espinazo del toro hacia su testuz. Como sucede en las demás variantes, todas aquellas que se desvíen de la posición correcta se consideran incorrectas y por tanto conllevan pérdida de triunfos o enfado del público. La clasificación es la siguiente:
- perpendicular: cuando el estoque excede de los grados indicados en la posición correcta y por tanto tiende a hacia la posición vertical respecto el lomo del toro.
- tendida: es o contrario, es decir el estoque queda con una inclinación más cerrada, menor de los 45° indicados, con tendencia a quedar en horizontal casi paralelo a la línea del espinazo de la res.

Dentro de estas dos variantes, el estoque puede además variar tendiendo a ir hacia la derecha o hacia la izquierda, todas ellas son consideradas incorrectas igualmente que en los casos anteriores, reciben el nombre de:
- atravesada: cuando la tendencia del estoque es hacia el lado derecho del toro
- atravesada del lado contrario o contraria atravesada: cuando el estoque gira hacia el lado contrario, es decir hacia la izquierda de la res.
- envainada: cuando el estoque queda excesivamente horizontal. Esta forma de colocar la espada es totalmente incorrecta y no es aceptada por el público además de ser muy protestada, conlleva la pérdida de los trofeos que el torero pudiera haber obtenido durante la faena de muleta.
- hace guardia o asoma: cuando el estoque queda en posición vertical completamente o queda demasiado cruzado de forma que sobresale la punta por un costado de la res. Al igual que la estocada envainada, esta es absolutamente incorrecta, y conlleva la protesta del público u la pérdida de los trofeos a los que opta el torero por la faena de muleta

Cuando el torero entra a matar de forma fallida y se vuelve a llevar el estoque en el mismo acto, se denomina meteysaca,  no está considerada ni una suerte ni es una forma de entrar a matar. Todas las denominaciones anteriormente citadas, sobre cuanto penetra el estoque, el lugar donde queda colocado, la inclinación y la forma en la se desvía de la rectitud del toro, se emplean juntas o combinadas para definir con precisión el tipo de estocada que ha realizado el torero y como se ha indicado anteriormente, el diestro debe buscar la forma correcta y eficaz de realizar la suerte de matar de forma que la muerte del toro se produzca de forma rápida sin alargamientos. La forma en la que se debe emplear la espada está regulado en el reglamento taurino en el artículo 80.

## Descabellar y apuntillar
El descabello no está considerada una suerte sino que es un complemento de la suerte de matar, una vez que se ha realizado esta última. Se trata pues de un recurso empleado desde los orígenes de la lidia por los auxiliares cuando a pesar de estar el toro herido de muerte este se mantenía en pie sin facultades o bien no muere a consecuencia de la estocada siendo esta válida —cuando la estocada no es válida, el torero debe repetir la suerte—. El descabello lo realiza el mismo matador de toros y emplea la muleta para procurar que el toro baje la cabeza y queden descubiertas las vértebras cervicales y la espada de descabellar o descabello con un verduguillo de cuatro aristas al final, limitado por una cruceta, cuya función es seccionar la médula espinal para provocar la muerte instantánea del astado.  Las características del descabello están reguladas en el artículo 66 del reglamento taurino. El torero es quien realiza el descabello siempre que el toro esté de pie y debe tomar las precauciones necesarias en el caso de un arranque repentino del toro, y debe prestar atención a realizar la acción de descabellar de forma eficaz, considerándose incorrecto realizar más de dos intentos, hecho que el público reprobará sonoramente a la vez que restará el mérito que el torero hay podido adquirir al estoquear perdiendo parte o todos los triunfos que se le pudieron otorgar por la faena de muleta. El descabello se mencionó en la Tauromaquia de Pepe-Hillo en la segunda edición de 1804, no así en la primera, también Paquiro la describe en su obra, haciendo además hincapié en la necesidad de atención por parte del torero, pues el toro podía arrancarse repentinamente a pesar de estar herido y coger al torero.
Una vez que el toro ha doblado o está echado se procede a apuntillar o rematar al astado. Esta acción tiene su origen en antiguo cachetero mencionado en las tauromaquias de Pepe-Hillo y Paquiro en el siglo XIX. Para esta labor el puntillero —el puntillero forma parte de la cuadrilla del torero— emplea una puntilla o pequeño cuchillo de corte agudo y corto llamado cachete, con el que asesta un golpe seco sobre la cerviz del toro denominado puntillazo con la finalidad de seccionar la médula oblonga y rematar al toro. José María de Cossío menciona tres formas de apuntillar, pero solamente describe una de ellas la de ballestina: de cachete, tirándola y de ballestilla que consiste en rematar por delante de la res, la diferencia de la ballestina con el resto de formas de apuntillar es la manera en la que el puntillero sujeta la puntilla, apoyando la empuñadura en la palma de la mano, con los dedos índice y corazón sobre la hoja. También recibe este nombre la forma de coger el descabello empleada por el matador de toros.